# Africanii din România
România are o comunitate mică de africani. Majoritatea acestora locuiesc în orașe mari precum București, Cluj-Napoca, Timișoara și Iași.. Majoritatea afro-românilor sunt de origine mixtă. În cele mai multe cazuri sunt copiii unui părinte român cu un fost student în România venit dintr-o țară africană. În perioada anilor 1970, când România se afla în relații de colaborare cu Republica Centrafricană, s-a realizat în țară pregătirea elevilor și studenților africani în mai multe domenii. De exemplu, peste 10.000 de sudanezi au studiat în România înainte de 1990. Deși nu există o statistică oficială despre numărul exact de africani din România, conform platformei REI, 1.999 de studenți din Africa Subsahariană erau înscriși în universitățile românești în anul universitar 2017/2018. Acestora li se adaugă un număr necunoscut de studenți provenind din familii mixte româno-africane, dar și  imigranți economici, respectiv refugiați.

## Persoane notabile
Camerunezi
- Nana Falemi (n. 1974), fotbalist

Central-africani
Congolezi
- Jean Claude Adrimer Bozga (n. 1984), fotbalist
- Cabral Ibacka (n. 1977), prezentator de televiziune și actor
- Germain Kanda (n. 1991), regizor și scenarist
- Julie Mayaya (n. 1986), cântăreață
- Nadine (n. 1977), cântăreață, actriță și prezentatoare de televiziune
- Gaston Bienvenu Mboumba Bakabana (n.1976), politician și inginer

Ghanezi
- Kwame Nkrumah (1909–1972), primul președinte al Ghanei

Guineeni
- Kamara Ghedi (n. 1976), cântăreț

Nigerieni
- Benjamin Adegbuyi (n. 1985), kickboxer
- Uchechukwu Iheadindu (n. 1979), baschetbalist
- Chike Onyejekwe (n. 1986), handbalist
- Nneka Onyejekwe (n. 1989), voleibalistă
- Kehinde Fatai (n. 1990), fotbalist

Sud-africani
- Johannes van Heerden (n. 1986), fotbalist

Sudanezi
- Yousif Seroussi (1933–2018), designer de modă și om de afaceri

Origine necunoscută
- Veronica Alexandra Tecaru (n. 1984), cântăreață
- William De Amorim (n. 1991), fortbalist
- Nicolao Dumitru (n. 1991), fotbalist
- Eric de Oliveira Pereira (n. 1985), fotbalist
- Florina Fernandes, prezentatoare de știri